# Пеллегрино-Парменсе
Пеллегрино-Парменсе, Пеллеґрино-Парменсе (італ. Pellegrino Parmense) — муніципалітет в Італії, у регіоні Емілія-Романья, провінція Парма.
Пеллегрино-Парменсе розташоване на відстані близько 380 км на північний захід від Рима, 115 км на захід від Болоньї, 33 км на захід від Парми.
Населення — 1069 осіб (2014).

## Демографія
Населення за роками:

Станом на 1 січня 2023 року в муніципалітеті офіційно проживав 81 іноземець з 19 країн, серед них 22 громадяни країн Євросоюзу та 3 громадяни України.

## Сусідні муніципалітети
- Боре
- Медезано
- Сальсомаджоре-Терме
- Варано-де'-Мелегарі
- Вернаска